# Dmitri Gennadjewitsch Gutow

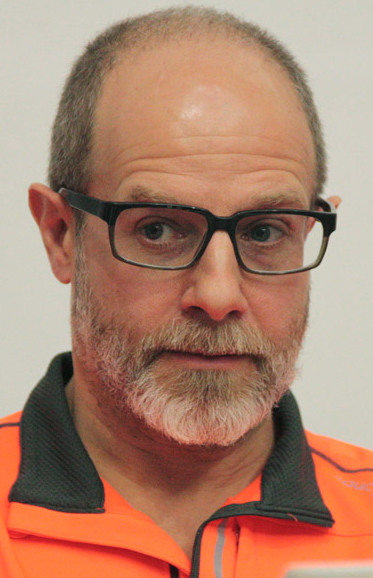
Dmitri Gennadjewitsch Gutow (2013)

Dmitri Gennadjewitsch Gutow (russisch Дмитрий Геннадьевич Гутов, meist in der Transkription Dmitri Gutov; * 10. Dezember 1960 in Moskau) ist ein russischer Künstler.

## Leben und Werk
Dmitri Gutow studierte Kunst, Bildhauerei und Architektur an der Kunstakademie in St. Petersburg. In seinen Arbeiten nimmt er eine kritische Position zum westlichen Modernismus und zur zeitgenössischen Kunst ein. Er stellt sich in die Tradition der sowjetischen Kunst der 1920er und 1930er Jahre und beruft sich insbesondere auf den marxistischen Kunsttheoretiker Michail Lifschitz (1905–1983). Gutow arbeitet mit Malerei, Installation, Fotografie und Video.

## Teilnahme an Ausstellungen (Auswahl)
- 2003: Berlin-Moskau, Moskau-Berlin im Martin-Gropius-Bau, Berlin.[2]
- 2006: Iteration, Return, Canon, Slowdown, Stupor, Tretjakow-Galerie, Moskau. (Einzelausstellung)
- 2006: 15. Sydney-Biennale
- 2007: documenta 12, Kassel. Gezeigt wurde die Arbeit Fence, eine Skulptur aus Zaunelementen, in die Handschriften verschiedener Autoren aus Metall integriert sind, u. a. von Marx und Beethoven.[3]
- 2010: Das Potosi-Prinzip, Haus der Kulturen der Welt, Berlin und Museo Reina Sofía, Madrid.